# Hanns Klinger
Hanns Klinger (* 12. April 1926 in Reichenberg, Tschechoslowakei; † 5. Juni 2013 in Düsseldorf) war ein deutscher Mathematiker und Hochschullehrer.

## Leben
Hanns Klinger wurde 1926 im nordböhmischen Liberec (deutsch: Reichenberg) geboren. Nach der Vertreibung eines Großteils deutscher Bevölkerungsanteile aus der Tschechoslowakei nach dem Zweiten Weltkrieg, die auch Klinger betraf, begann er ein Studium der Mathematik an der Georg-August-Universität Göttingen. Er promovierte im Jahre 1958 bei Hans Georg Münzner mit der Dissertation „Über die Verteilung des Ruinzeitpunktes bei beschränkter Risikoreserve“. Am Göttinger Lehrstuhl für mathematische Statistik wurde Klinger in Nachfolge von Edward Walter der Assistent von Konrad Jacobs.
Als im Jahre 1965 die „Medizinische Akademie in Düsseldorf“ in die Universität Düsseldorf (seit 1988 Heinrich-Heine-Universität Düsseldorf) umgewandelt wurde, erhielt Hanns Klinger einen Ruf auf den neuen Lehrstuhl für Statistik und Dokumentation. Klinger war Gründungsmitglied der Mathematisch-Naturwissenschaftlichen Fakultät und blieb volles Mitglied der Medizinischen Fakultät. Innerhalb dieser Fakultät trug Klinger wesentlich bei zur Gründung des Instituts für Medizinische Statistik und Biomathematik, dessen erster Leiter Hans Joachim Jesdinsky wurde. Klinger blieb der mathematische Mentor des Instituts und richtete sein besonderes Augenmerk darauf, dass ein hoher Standard mathematisch-statistischer Fundiertheit und Klarheit eingehalten wurde.

## Publikationen
- Über die Verteilung des Ruinzeitpunktes bei beschränkter Risikoreserve. Dissertation.- 1958.
- mit E. Brunner, H. Nowak, R. Repges, A. Schütt, V. Weidtman, G. Oberhoffer, A. Heinicke, E. Hultsch, R. Nienhaus, A. Reisch, F. Wingert: Biomathematik für Mediziner. Hrsg. vom Kollegium Biomathematik NW, 1974. 2. Aufl. 1976.